# Station-service de Skovshoved
La station-service de Skovshoved est une station-service classée située à Skovshoved au nord de Copenhague, au Danemark, conçue en 1936 par Arne Jacobsen.

## Description
La station-service est conçue en 1936 par l'architecte danois Arne Jacobsen pour le compte de la société pétrolière américaine Texaco. Elle est un exemple du style fonctionnaliste typique de cette époque. La station est située sur la ville de Skovshoved, sur la municipalité de Gentofte, dans la banlieue nord de Copenhague.
Le bâtiment de la station-service est constitué d'une forme parallélépipédique simple. Cependant, l'extérieur du bâtiment est caractéristé par un très large auvent de forme ovale qui s'avance depuis le bâtiment jusqu'au-dessus des pompes à essence, qu'il domine en reposant sur un long pilier, à l'instar d'un immense champignon. Cet auvent abrite du soleil et des précipitations les automobilistes qui utilisent les pompes ; éclairé par en dessous, il sert également d'enseigne la nuit.
La station-service est toujours en activité, mais sous la direction de la compagnie Uno-X. Elle a été restaurée en 2002 et est un monument classé de classe A.